# Campionato mondiale maschile di hockey su pista Milano 1950
Il Campionato mondiale di hockey su pista 1950 (in inglese 1950 Roller Hockey World Cup) è stata la sesta edizione della massima competizione per le rappresentative di hockey su pista maschili maggiori e fu organizzata dalla Fédération Internationale de Roller Sports. La competizione si svolse dal 27 maggio al 2 giugno 1950 a Milano in Italia. 
La vittoria finale è andata alla nazionale del Portogallo che si è aggiudicata il torneo per la quarta volta nella sua storia.
Il torneo fu valido anche come 16ª edizione del campionato europeo.

## Formula
Il campionato del mondo 1950 vide la partecipazione di dieci squadre nazionali. La manifestazione fu organizzata tramite un girone all'italiana con gare di sola andata; erano assegnati due punti per l'incontro vinto, un punto a testa per l'incontro pareggiato e zero la sconfitta. Al termine del torneo la squadra prima classificata venne proclamata campione del Mondo.

## Squadre partecipanti
| Squadra        | Partecipazioni precedenti al torneo |
| -------------- | ----------------------------------- |
| Belgio         | 5 (1936, 1939, 1947, 1948, 1949)    |
| Egitto         | 1 (1948)                            |
| Francia        | 5 (1936, 1939, 1947, 1948, 1949)    |
| Germania Ovest | 2 (1936, 1939)                      |
| Inghilterra    | 5 (1936, 1939, 1947, 1948, 1949)    |
| Italia         | 5 (1936, 1939, 1947, 1948, 1949)    |
| Paesi Bassi    | 2 (1948, 1949)                      |
| Portogallo     | 5 (1936, 1939, 1947, 1948, 1949)    |
| Spagna         | 3 (1947, 1948, 1949)                |
| Svizzera       | 5 (1936, 1939, 1947, 1948, 1949)    |

Nota bene: nella sezione "partecipazioni precedenti al torneo" le date in grassetto indicano la squadra che ha vinto quell'edizione del torneo

## Svolgimento del torneo

### Classifica finale
| Pos | Squadra        | Pt | G | V | N | P | GF | GS | DG  |
| --- | -------------- | -- | - | - | - | - | -- | -- | --- |
| 1.  | Portogallo     | 18 | 9 | 9 | 0 | 0 | 52 | 7  | +45 |
| 2.  | Italia         | 16 | 9 | 8 | 0 | 1 | 52 | 10 | +42 |
| 3.  | Svizzera       | 13 | 9 | 6 | 1 | 2 | 33 | 21 | +12 |
| 4.  | Spagna         | 11 | 9 | 5 | 1 | 3 | 34 | 20 | +14 |
| 5.  | Germania Ovest | 9  | 9 | 4 | 1 | 4 | 30 | 24 | +6  |
| 6.  | Francia        | 8  | 9 | 3 | 2 | 4 | 20 | 33 | -13 |
| 7.  | Inghilterra    | 6  | 9 | 3 | 0 | 6 | 27 | 24 | +3  |
| 8.  | Belgio         | 6  | 9 | 3 | 0 | 6 | 19 | 23 | -4  |
| 9.  | Paesi Bassi    | 2  | 9 | 1 | 0 | 8 | 13 | 36 | -23 |
| 10. | Egitto         | 1  | 9 | 0 | 1 | 8 | 5  | 87 | -82 |

### Risultati
| Data      | Ora | Gara           | Gara | Gara           |
| --------- | --- | -------------- | ---- | -------------- |
| 27 maggio |     | Belgio         | 1-2  | Portogallo     |
| 27 maggio |     | Egitto         | 2-2  | Francia        |
| 27 maggio |     | Germania Ovest | 7-2  | Paesi Bassi    |
| 27 maggio |     | Inghilterra    | 1-2  | Spagna         |
| 27 maggio |     | Italia         | 6-1  | Svizzera       |
| 28 maggio |     | Belgio         | 7-0  | Egitto         |
| 28 maggio |     | Francia        | 2-3  | Italia         |
| 28 maggio |     | Germania Ovest | 1-4  | Svizzera       |
| 28 maggio |     | Inghilterra    | 5-1  | Paesi Bassi    |
| 28 maggio |     | Portogallo     | 6-0  | Spagna         |
| 29 maggio |     | Belgio         | 3-2  | Paesi Bassi    |
| 29 maggio |     | Egitto         | 1-11 | Spagna         |
| 29 maggio |     | Francia        | 3-3  | Germania Ovest |
| 29 maggio |     | Inghilterra    | 1-5  | Italia         |
| 29 maggio |     | Portogallo     | 6-2  | Svizzera       |
| 29 maggio |     | Belgio         | 1-3  | Spagna         |
| 29 maggio |     | Egitto         | 0-11 | Svizzera       |
| 29 maggio |     | Francia        | 2-8  | Portogallo     |
| 29 maggio |     | Germania Ovest | 3-2  | Inghilterra    |
| 29 maggio |     | Italia         | 9-1  | Paesi Bassi    |
| 31 maggio |     | Belgio         | 1-7  | Italia         |
| 31 maggio |     | Egitto         | 1-5  | Paesi Bassi    |
| 31 maggio |     | Francia        | 3-5  | Svizzera       |
| 31 maggio |     | Germania Ovest | 2-4  | Spagna         |
| 31 maggio |     | Inghilterra    | 0-2  | Portogallo     |

| Data      | Ora | Gara           | Gara | Gara           |
| --------- | --- | -------------- | ---- | -------------- |
| 1º giugno |     | Belgio         | 1-2  | Francia        |
| 1º giugno |     | Egitto         | 1-10 | Inghilterra    |
| 1º giugno |     | Germania Ovest | 0-3  | Italia         |
| 1º giugno |     | Paesi Bassi    | 0-2  | Portogallo     |
| 1º giugno |     | Spagna         | 1-1  | Svizzera       |
| 1º giugno |     | Belgio         | 0-2  | Germania Ovest |
| 1º giugno |     | Egitto         | 0-16 | Portogallo     |
| 1º giugno |     | Francia        | 0-1  | Paesi Bassi    |
| 1º giugno |     | Inghilterra    | 2-4  | Svizzera       |
| 1º giugno |     | Italia         | 4-0  | Spagna         |
| 2 giugno  |     | Belgio         | 1-3  | Inghilterra    |
| 2 giugno  |     | Egitto         | 0-11 | Germania Ovest |
| 2 giugno  |     | Francia        | 0-8  | Spagna         |
| 2 giugno  |     | Italia         | 1-4  | Portogallo     |
| 2 giugno  |     | Paesi Bassi    | 1-3  | Svizzera       |
| 2 giugno  |     | Belgio         | 1-2  | Svizzera       |
| 2 giugno  |     | Egitto         | 0-14 | Italia         |
| 2 giugno  |     | Francia        | 5-3  | Inghilterra    |
| 2 giugno  |     | Germania Ovest | 0-6  | Portogallo     |
| 2 giugno  |     | Paesi Bassi    | 1-5  | Spagna         |

## Campionato europeo
Il torneo fu valido anche come sedicesima edizione dei campionati europei e venne utilizzata la graduatoria finale del campionato mondiale per determinare le posizioni in classifica. Venne escluso solo l'Egitto in quanto nazionale appartenente al continente africano. Il Portogallo si aggiudicò per la quarta volta il torneo continentale.
| Classifica | Nazionale              |
| ---------- | ---------------------- |
| Oro        | Portogallo (4º titolo) |
| Argento    | Italia                 |
| Bronzo     | Svizzera               |
| 4          | Spagna                 |
| 5          | Germania Ovest         |
| 6          | Francia                |
| 7          | Inghilterra            |
| 8          | Belgio                 |
| 9          | Paesi Bassi            |